# Isao Homma
Isao Homma (本間 勲 Honma Isao?, nacido el 19 de abril de 1981 en Nakajō (actualmente Tainai), Niigata) es un futbolista japonés que se desempeña como centrocampista.

## Trayectoria

### Clubes
| Club            | País  | Año         |
| --------------- | ----- | ----------- |
| Albirex Niigata | Japón | 2000 - 2014 |
| Tochigi SC      | Japón | 2014 - 2016 |
| Albirex Niigata | Japón | 2017        |

## Estadística de carrera

### J. League
| Club            | Año   | J. League | J. League | Copa J. League | Copa J. League | Total | Total |
| Club            | Año   | Part.     | Goles     | Part.          | Goles          | Part. | Goles |
| --------------- | ----- | --------- | --------- | -------------- | -------------- | ----- | ----- |
| Albirex Niigata | 2000  | 29        | 3         | 1              | 0              | 30    | 3     |
| Albirex Niigata | 2001  | 11        | 1         | 0              | 0              | 11    | 1     |
| Albirex Niigata | 2002  | 6         | 0         | -              | -              | 6     | 0     |
| Albirex Niigata | 2003  | 15        | 0         | -              | -              | 15    | 0     |
| Albirex Niigata | 2004  | 12        | 0         | 2              | 0              | 14    | 0     |
| Albirex Niigata | 2005  | 28        | 0         | 3              | 0              | 31    | 0     |
| Albirex Niigata | 2006  | 14        | 1         | 1              | 0              | 15    | 1     |
| Albirex Niigata | 2007  | 30        | 2         | 4              | 0              | 34    | 2     |
| Albirex Niigata | 2008  | 25        | 1         | 5              | 0              | 30    | 1     |
| Albirex Niigata | 2009  | 32        | 0         | 6              | 0              | 38    | 0     |
| Albirex Niigata | 2010  | 32        | 3         | 6              | 0              | 38    | 3     |
| Albirex Niigata | 2011  | 34        | 2         | 3              | 1              | 37    | 3     |
| Albirex Niigata | 2012  | 33        | 0         | 2              | 0              | 35    | 0     |
| Albirex Niigata | 2013  | 11        | 0         | 4              | 0              | 15    | 0     |
| Albirex Niigata | 2014  | 0         | 0         | 0              | 0              | 0     | 0     |
| Tochigi SC      | 2014  | 13        | 0         | -              | -              | 13    | 0     |
| Tochigi SC      | 2015  | 34        | 2         | -              | -              | 34    | 2     |
| Tochigi SC      | 2016  | 29        | 0         | -              | -              | 29    | 0     |
| Albirex Niigata | 2017  | 5         | 0         | 6              | 0              | 11    | 0     |
| Total           | Total | 393       | 15        | 43             | 1              | 436   | 16    |

## Palmarés

### Títulos nacionales
| Título    | Club            | País  | Año  |
| --------- | --------------- | ----- | ---- |
| J2 League | Albirex Niigata | Japón | 2003 |